# Ambassador Club
Der Ambassador Club ist eine religiös und politisch unabhängige Vereinigung. Gemäß Selbstverständnis stehen das Pflegen von Freundschaften und der Austausch zwischen verschiedenen Kulturen im Vordergrund. Die Idee komme aus dem Humanismus. Dabei stehen Werte wie das Achten der Menschenwürde, Toleranz und Hilfsbereitschaft im Zentrum.
Ambassador Clubs gibt es in weltweit 25 Ländern. Sie gliedern sich unter dem Dach des Internationalen Ambassador Clubs (IAC), dem mehr als 3700 Menschen, davon etwa 600 in Deutschland angehören. Für den Ambassador Club steht im Vordergrund, dass seine Mitglieder individuell gesellschaftliche Verantwortung übernehmen. Der erste Ambassador Club wurde 1956 als Herrenclub in der Schweiz gegründet.
Der Ambassador Club ist in den Ländern national organisiert (National Ambassador Clubs; NAC) und setzt sich dort aus regionalen Clubs (Regional Ambassador Clubs; RAC) zusammen.

## Clubleben
Mitglieder treffen sich meist einmal monatlich in einem Clublokal. Es soll Kommunikation und Beziehungen auf freundschaftlicher Basis gefördert werden. Gesprächsabende, Vorträge von Clubfreunden und Gästen, Besichtigungen, Teilnahme an kulturellen Veranstaltungen, Reisen, Besuche sowie weitere gesellschaftliche Anlässe sind vorgesehen.